# Дады
Дады — село в Атяшевском районе Республики Мордовия. Входит в состав Киржеманского сельского поселения.

## География
Расположено на реке Дады.

## История
Основано в первой половине XVII века. Жители населённого пункта участвовали в восстание Степана Разина, многие жители погибли. В 1671 году полу опустевший населённый пункт был передан во владение стольника Степанова. В «Списке населённых мест Симбирской губернии за 1863» Дады удельное и владельческое село в 33 двора входящее в состав Ардатовского уезда.

## Население
| 2002 | 2010 |
| ---- | ---- |
| 22   | ↘16  |

Национальный состав
Согласно результатам Всероссийской переписи населения 2002 года, в национальной структуре населения русские составляли 95 %.